# Amherst State Park
Amherst State Park ist ein 80 acre (32 ha) großer State Park im Gemeindegebiet von Williamsville und Amherst im Erie County, New York, United States. Der Park liegt nordöstlich von Buffalo und das Parkgelände erstreckt sich ungefähr zu gleichen Teilen auf das Gemeindegebiet von Williamsville und von Amherst. Der Park wird von der Town of Amherst aufgrund einer Übereinkunft mit dem New York State Office of Parks, Recreation and Historic Preservation verwaltet. Ursprünglich befand sich auf dem Gelände ein Kloster.

## Geschichte
Das Anwesen war früher ein Teil des Konvents St. Mary of the Angels, einer franziskanischen Gemeinschaft des Dritten Ordens (Sisters of St. Francis of the Neumann Communities – OSF, gegr. 1861), die dort seit 1923 bestand. Der Konvent wurde 1999 verkauft.
Das Anwesen wurde 2000 von der Town of Amherst und dem New York State erworben, nachdem beide Parteien die $5 Mio. aufgeteilt hatten. Der New York State besitzt heute 77 acre (31 ha) während der Town of Amherst die verbleibenden 3 acre (1,2 ha) gehören. Die Übereinkunft sieht vor, dass die Gemeinde den Park unterhält und als Naherholungsgebiet erhält.
Das Mutterhaus des St. Mary of the Angels Convent wurde 1928 errichtet und bis 1956 erweitert. 2002 wurde er ins National Register of Historic Places eingetragen und beherbergt seit 2004 ein Altersheim. Allerdings gehört es nicht mehr zum Park.
Ursprünglich hieß die Flussaue Williamsville Glen.

## Einrichtungen
Amherst State Park liegt am Ellicott Creek und verfügt über ein Wegenetz von Wander- und Radfahrwegen. Der Haupteingang befindet sich an der Adresse: 400 Mill Street, Williamsville. Eine interessenvereinigung kümmert sich um die Gestaltung des Parks. Es soll ein "Mühlsteingarten" entstehen und es gibt ein "Memorial", eine Wand, an der man zum Andenken an Personen Namen anbringen lassen kann.